# ذلاخيات
الذَلاّخِيَّات أو البقيات الزورقية أو فصيلة كوريكسيدي (الاسم العلمي Corixidae)، هي فصيلة حشرات مائية من نصفيات الأجنحة. توجد في جميع أنحاء العالم في أي موئل للمياه العذبة وبعض الأنواع يعيش في المياه المالحة. أنواعها 500 ضمن 33 جنسًا منتشرة في كافة أنحاء العالم، بما في ذلك جنس السيغارا.